# Срібний стандарт
Срі́бний станда́рт — грошова система, яка ґрунтується на сріблі. Срібний стандарт поширився після падіння Візантійської імперії і аж до 19-го століття. Після відкриття в 16 столітті великих родовищ срібла в Серро-Рико в Потосі, Болівія, міжнародний срібний стандарт виявився пов'язаним з іспанським песо. Ці срібні доларові монети грали роль валюти в міжнародній торгівлі протягом майже чотирьох сотень років.
У 1704 році, після проголошення королеви Анни Британська Вест-Індія стала одним з перших регіонів де було введено золотий стандарт у поєднанні з дублонами, золотими іспанськими монетами. У 1717 році майстер Королівського монетного двору (англ. Royal Mint of the United Kingdom), сер Ісаак Ньютон, ввів новий обмінний курс між сріблом і золотом, і це мало ефект переходу Великої Британії на де-факто золотий стандарт. Після наполеонівських воєн Об'єднане Королівство ввело золоті суверенні монети і офіційно прийняло золотий стандарт в 1821 році. У той же час революції в Латинській Америці перервали поставки срібних доларів (песо), які вироблялися на монетних дворах у Потосі, Мексиці та Лімі. 

## Поширення
Британський золотий стандарт спочатку поширюється у деяких з британських колоній, зокрема, австралійській колонії та південній Африканськой колонії, але не поширюється у північноамериканських колоніях, у Британській Індії та в Південно-Східній Азії. Канада прийняла золотий стандарт в 1853 році як і Ньюфаундленд в 1865 році. 
У 1873 році Німецька імперія перейшла на золотий стандарт ввівши в обіг золоті марки. США фактично перейшли на золотий стандарт в тому ж році, і протягом наступних 35 років всі інші країни перейшли на золото, залишивши тільки Китай і британські колонії Гонконг і Вейхай на срібному стандарті. 
Срібному стандарту нарешті остаточно прийшов кінець, коли його було відмінено в Китаї і Гонконзі в 1935 році.